# STS–31
Az STS–31 jelű küldetés az amerikai űrrepülőgép-program 35., a Discovery űrrepülőgép tizedik repülése.

## Jellemzői
A beépített kanadai Canadarm (RMS) manipulátor kart 50 méter kinyúlást biztosított (műholdak indítás/elfogása, külső munkák [kutatás, szerelések], hővédőpajzs külső ellenőrzése) a műszaki szolgálat teljesítéséhez.

### Első nap
1990. április 24-én a szilárd hajtóanyagú gyorsítórakéták, Solid Rocket Booster(SRB) segítségével Floridából, a Cape Canaveral (KSC) Kennedy Űrközpontból, a LC39–B (LC – Launch Complex) jelű indítóállványról emelkedett a magasba. Az orbitális pályája 96,7 perces, 28,5 fokos hajlásszögű, elliptikus pálya perigeuma 585 kilométer, az apogeuma 615 kilométer volt. Felszálló tömeg indításkor 117 586 kilogramm, műveleti tömege a pályán 99 453 kilogramm, leszálló tömeg 85 947 kilogramm. Szállított hasznos teher felszálláskor/leszállásnál 11 878 kilogramm

## Hasznos teher
1. IMAX kamerák felvették a küldetést, később dokumentumfilm készült.
2. Cargo Bay Camera (ICBC) a parancsnoki állás műveleteinek dokumentálására szolgált.
3. Ascent Particle Monitor (APM) – mikrorészecskék mérése.
4. Protein Crystal Growth (PCG) – fehérje kísérletek.
5. Radiation Monitoring Equipment III (RME III) – sugárellenőrzés, gamma szint mérése a személyzeti tartózkodóban.
6. Investigations into Polymer Membrane Processing (IPMP) – polimerek viselkedése mikrogravitációs környezetben.
7. Air Force Maui Optikai Site (AMOS) kísérlet.
8. Center for the Commercial Development of Space (CCDS).
9. Tracking and Data Relay Satellite System (TDRSS).

### Műhold

#### Hubble űrtávcső
A Canadarm (RMS) manipulátor kar segítségével április 25-én. hosszabb élettartam biztosítására a Hubble űrtávcsővet [Hubble Space Telescope (HST)] 600 kilométeres pályamagasságba állították. Ez volt addig a legnagyobb magasság, amelyet egy amerikai űrrepülőgép elért. A távcső feladata, hogy a Föld zavaró légkörén kívül végezzen csillagászati megfigyeléseket ultraibolya, optikai és közeli infravörös hullámhosszakon. A program a NASA és az ESA közös kivitelezése.
Üzemkész állapotba helyezéskor a napelemek nem akartak kiterülni, ezért rendkívüli űrsétát (kutatás, szerelés) terveztek beiktatni. McCandless és Sullivan már a nyomás alatti zsilipben tartózkodott, amikor a földi támogató csoportnak sikerült kinyitni a napelemtáblákat.

#### Ötödik nap
1990. április 29-én Kaliforniában az Edwards légitámaszponton (AFB) szállt le. Összesen 5 napot, 1 órát, 16 percet és 6 másodpercet töltött a világűrben. 3 328 466 kilométert (2 068 213 mérföldet) repült, 80 alkalommal kerülte meg a Földet. Egy különlegesen kialakított Boeing 747 tetején május 7-én visszatért kiinduló bázisára.

## Személyzet
(zárójelben a repülések száma az STS-31 jelű küldetéssel együtt)
- Loren Shriver (2), parancsnok
- Charles Bolden (2), pilóta
- Steven Hawley (3), küldetésfelelős
- Bruce McCandless (2), küldetésfelelős
- Kathryn Sullivan (2), küldetésfelelős

### Visszatérő személyzet
- Loren James Shriver (2), parancsnok
- Charles Frank Bolden (2), pilóta
- Steven Alan Hawley (3), küldetésfelelős
- Bruce_McCandless II (2), küldetésfelelős
- Kathryn Dwyer Sullivan (2), küldetésfelelős